# Pinky Beach
Pinky Beach ist ein Strand im Nordosten der Insel Rottnest Island im australischen Bundesstaat Western Australia. Er wird nicht bewacht.

## Geografie
Pinky Beach ist 230 Meter lang und 20 Meter breit. Westlich liegt die Bucht The Basin und östlich steht der Leuchtturm Bathurst Lighthouse.